# Serge Moscovici

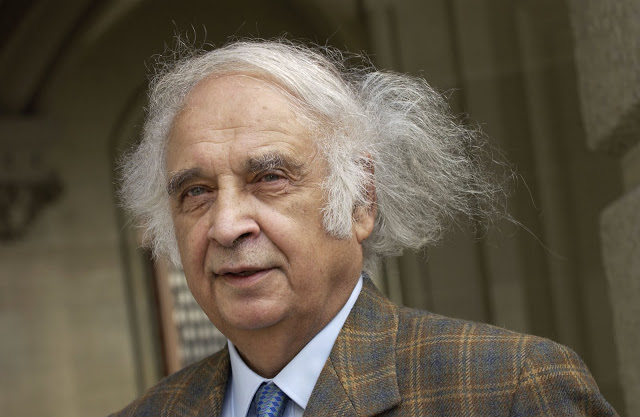
Serge Moscovici

Serge Moscovici (ur. 14 czerwca 1925 w Rumunii, zm. 15 listopada 2014 w Paryżu) – francuski psycholog społeczny pochodzenia rumuńskiego, dyrektor Europejskiego Laboratorium Psychologii Społecznej
W 1974 roku założył Europejskie Laboratorium Psychologii Społecznej w Paryżu, był członkiem Europejskiej Akademii Nauk i Sztuki, a także Rosyjskiej Akademii Nauk, honorowy członek Węgierskiej Akademii Nauk. Swoje badania koncentrował na psychologii grupowej. Pod wpływem Gabriela Tarde'a skrytykował amerykańskie badania nad wpływem większości, a zamiast tego badał wpływ mniejszych grup na większe. Jego prace przeczą spirali milczenia. Przypomniał on, że mniejszości dysponują dużo większą zdolnością do przyczyniania się do zmiany społecznej i wyrażania siebie.

## Sprzeciw wobec teorii o spirali milczenia
Teza o postrzeganiu siebie przez aspekt odstępstwa jest osłabiona, ponieważ pojęcie odstępstwa, wycofywania się z życia publicznego jest różne w różnych społeczeństwach i ludziach. Nie można zatem uogólniać mechanizmu represji i konsekwencji w postaci spirali milczenia. Moscovici powołuje się na przykład partii politycznych - jeżeli istnieje różnica pomiędzy zamiarem głosowania a czynem, to nie można sformułować zasady wycofywania się z życia publicznego.